# جی اوبراین

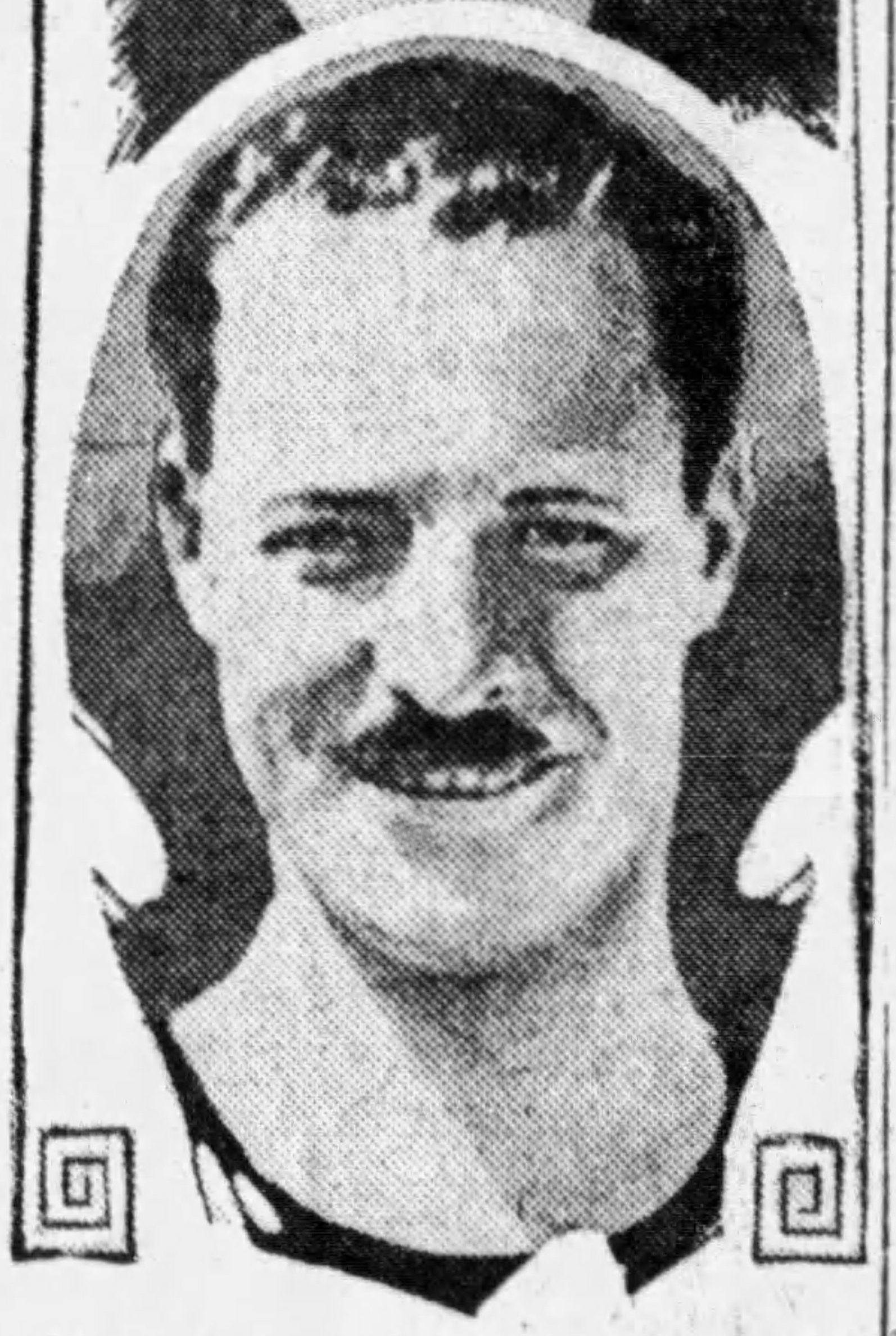
جی اوبراین ورزشکار آمریکایی

جی اوبراین (انگلیسی: Jay O'Brien; ۲۲ فوریهٔ ۱۸۸۳ – ۵ آوریل ۱۹۴۰) ورزشکار بابسلد اهل ایالات متحده آمریکا بود.
از افتخارات وی می‌توان به کسب مدال طلا در بازی‌های المپیک زمستانی ۱۹۳۲ اشاره کرد.